# Giorgi Zitaischwili
Giorgi Zitaischwili (georgisch გიორგი წიტაიშვილი; englisch Giorgi Tsitaishvili; ukrainisch Георгій Климентійович Цітаішвілі / Heorhij Klymentijowytsch Zitaischwili; * 18. November 2000 in Rischon LeZion, Israel) ist ein georgischer Fußballspieler. Der Außenstürmer steht bei Dynamo Kiew unter Vertrag, war ukrainischer Nachwuchsnationalspieler und ist jetzt georgischer Nationalspieler. Derzeit ist er an den FC Granada ausgeliehen.

## Karriere

### Verein
Am 1. Juli 2019 unterschrieb er seinen ersten Profivertrag bei Dynamo Kiew. Am 13. Dezember 2018 gab er jedoch bereits sein Profidebüt in der UEFA Europa League bei der 1:0-Heimniederlage gegen FK Jablonec, als er in der 60. Spielminute für Mykola Schaparenko eingewechselt wurde. Am 25. Februar 2019 gab er sein Debüt in der Premjer-Liha beim 5:0-Heimsieg über Sorja Luhansk, als er in der 70. Spielminute für Wiktor Zyhankow eingewechselt wurde.
Im Juli 2019 gewann er den ukrainischen Supercup. Am Ende der gleichen Saison nahm er für Kiew am Pokalfinale 2019/20 teil, was durch Elfmeterschießen gewonnen wurde.
Ende Dezember 2020 wurde er ligaintern bis zum Ende der Saison 2020/21 an Worskla Poltawa ausgeliehen. Hier kam er auf vier Ligaspiele. Die restlichen neun Spiele bis zum Saisonende fiel er wegen eines gebrochenen Beines aus.
Zitaischwili kehrte zunächst nach Kiew zurück und wurde, ohne ein Spiel für Kiew bestritten zu haben, im Juli 2021 wiederum an einem Ligakonkurrenten Tschornomorez Odessa ausgeliehen. Bis zur Winterpause bestritt er 13 von 18 möglichen Ligaspielen und zwei Pokalspiele. Infolge des russischen Überfalles auf die Ukraine wurde der Spielbetrieb nach der Winterpause nicht wieder aufgenommen.
Daher wurde die Ausleihe im April 2022 abgebrochen, und es erfolgte eine neue zum polnischen Erstligisten Wisła Krakau. Er bestritt alle möglichen sieben Ligaspiele, in denen er ein Tor schoss. Wiederum nach Kiew zurückgekehrt, wurde er Anfang Juli 2022 erneut in die polnische Liga, diesmal zu Lech Posen für die komplette Saison 2022/23 ausgeliehen. Hier kam er auf 12 von 34 möglichen Ligaspielen, in denen er ein Tor, sowie zehn Spielen im Europapokal und einem Spiel im polnischen Pokal. Außerdem wurde er im verlorenen Spiel um polnischen Supercup eingesetzt. Dazu kamen fünf Einsätze in der zweiten Mannschaft, die in der 2. Liga, die aber trotz ihres Namens die dritthöchste Spielklasse in Polen ist.
In der nächsten Saison wurde er an den georgischen Verein FC Dinamo Batumi ausgeliehen. Im Rest der sich dort nach dem Kalenderjahr ausgerichteten Saison 2023 bestritt er alle 17 Ligaspiele, in denen er vier Tore schoss, und wurde mit dem Verein georgischer Meister. Außerdem hatte er zwei Einsätze im georgischen Pokal mit einem geschossenen Tor, darunter das Finale, was verloren ging, sowie zwei Spiele in der Qualifikation zur Conference League.

### Nationalmannschaft
Zitaischwili durchlief alle ukrainischen Nachwuchsnationalmannschaften von der U17-Mannschaft zur U21-Mannschaft. Bei der U18- und U19-Mannschaft spielte er in drei Spielen als Kapitän. Mit der U19-Mannschaft erreichte er bei der U-19-Fußball-Europameisterschaft 2018 das Halbfinale. Bei der U-20-Fußball-Weltmeisterschaft 2019 gewann er mit seiner Mannschaft das Finale gegen Südkorea.
Seit 2021 spielt er für die georgische Fußballnationalmannschaft. 2023 nahm er mit der U 21-Nationalmannschaft an der U 21-Europameisterschaft teil, an der diese als Gastgeber qualifiziert war und schied dort im Viertelfinale aus.

## Erfolge

### Verein
Dynamo Kiew
- Ukrainischer Pokalsieger: 2019/20
- Ukrainischer Superpokalsieger: 2019/20

FC Dinamo Batimi
- georgischer Meister: 2023

### Individuell
- U20-Weltmeister: 2019

## Persönliches
Giorgi ist der Sohn vom ehemaligen Fußballspieler und heutigem Trainer Klimenti Zitaischwili. Heorhij wurde in Rischon LeZion geboren, als sein Vater dort bei Hapoel Ironi Rischon LeZion unter Vertrag stand.